# Řád svatého Alexandra
Řád svatého Alexandra (bulharsky: Царски орден на свети Александър) byl řád Bulharského knížectví a následně Bulharského carství. Založen byl roku 1881 Alexandrem I. Bulharským. Udílen byl bulharským panovníkem za zvláštní civilní či vojenské služby státu či za statečnost. Bulharský panovník byl také velmistrem řádu. Po pádu bulharské monarchie nebyl převzat do nově vytvořeného systému vyznamenání Bulharské lidové republiky a obnoven nebyl ani po pádu komunistického režimu.

## Historie
Řád byl založen dne 25. prosince 1881 (podle pravoslavného kalendáře, kterému odpovídá datum 6. leden 1882 v gregoriánském kalendáři) prvním knížetem obnoveného autonomního bulharského státu, Alexandrem I. na památku jeho nástupu na trůn v roce 1879. Kníže jej měl v úmyslu založit ihned po nástupu na trůn, ale bulharská ústava z roku 1879 zakazovala existenci řádů s výjimkou vojenských vyznamenání. V roce 1881 byla ústava zrušena a řád mohl být založen. Pojmenován byl po patronu knížete svatém Alexandru Něvském. Stanovy ze dne 24. března 1883 uvádí existenci pěti tříd a tří medailí souvisejících s řádem.
V roce 1908 byl řád rozšířen o třídu kříže I. třídy, řádový řetěz byl rozdělen do dvou stupňů a byl také pozměněn vzhled insignií. K další změně ve vzhledu insignií došlo v roce 1918 a opětovně v roce 1944, kdy byly odstraněny královské symboly.
Podle reformy knížete Ferdinanda I. Bulharského ze srpna 1888 byl řád rozšířen na šest tříd a na velký řetěz, který byl udílen hlavám států. V roce 1908 se mírně změnil vzhled insignií. Opětovně došlo k úpravě vzhledu insignií v roce 1918.
Řád byl udílen občanům Bulharska i cizím státním příslušníkům za zvláštní služby státu či za statečnost na základně osobní přízně bulharského panovníka. Panovník byl také velmistrem řádu.
Po pádu bulharské monarchie byl řád v roce 1946 označen za dynastický a do nového systému vyznamenání Bulharské lidové republiky nebyl začleněn. V zahraničí však byl i nadále udílen sesazeným carem Simeonem II., který i nadále působil jako velmistr řádu. Ani po pádu komunistického režimu nebyl řád v Bulharské republice obnoven.

## Pravidla udílení
Řád byl udílen za vynikající služby bulharskému lidu a monarchii a za oddanost službě zemi. Verze s meči byla udílena za hrdinské činy v dobách míru stejně jako v dobách války.
Stanovy řádu jasně uváděly dostupnost jednotlivých tříd v závislosti na postavení příjemce. Třídy velkokříže a velkodůstojníka byly vyhrazeny pro ministry, prince, generály a vyšší duchovenstvo. Komtury řádu se mohli stát generálmajoři, vyšší státní úředníci a plukovníci. Nižší důstojníci, duchovní a úředníci se mohli stát pouze rytíři řádu. Bulharské královny byly držitelkami velkokříže.
Od pádu bulharské monarchie je udílen jako dynastický záslužný řád bývalým bulharským carem Simeonem II., který jej uděluje významným bulharským emigrantům roztroušeným po celém světě. Naposledy byl řád udělen v roce 2000.

## Insignie

### Řádový odznak
Řádový odznak měl podobu bíle smaltovaného tlapatého kříže, který byl v závislosti na třídě zlatě nebo stříbrně lemován. Uprostřed byl kulatý medailon se stylizovaným nápisem nesoucím název řádu svatý Alexandr. Kolem medailonu byl bíle smaltovaný kruh se zlatým nápisem  СЪ НАМИ БОГЪ (Bůh s námi) v horní části a s dvěma vavřínovými větvičkami ve spodní části. Na zadní straně bylo na bíle smaltovaném pozadí datum 19 ФЕВРАЛЪ 1878 (19. února 1878), které odpovídá datu podepsání Sanstefanské mírové smlouvy (tomuto datu odpovídá v gregoriánském kalendáři datum 3. března 1878). Nad odznakem byla královská koruna, která měla do roku 1908 zakulacený tvar. V letech 1908 až 1918 měla koruna podobu bulharské carské koruny. Pokud byl řád udělen za vojenskou službu, byly k odznaku připojeny zkřížené meče.
V roce 1918 došlo ke změně barvy řádovému odznaku. Nově byl kříž červeně smaltovaný. Uprostřed byl červeně smaltovaný kulatý medailon s bulharským lvem otočeným doleva.
V případě kříže I. třídy, který byl zaveden v roce 1908, měl řádový odznak podobu zeleně smaltovaného kříže s kulatým medailonem uprostřed, ve kterém se nacházel bulharský lev s korunkou. Řádové odznaky ostatních tříd odpovídaly svým vzhledem odznaku velkokříže, od kterého se lišily pouze velikostí. V případě stříbrného kříže byla medaile bez smaltu.
Stuha byla vyrobena z moaré karmínové barvy.

### Medaile
Medaile byly udíleny ve zlaté, stříbrné a bronzové verzi. Nosily se na stuze složené do trojúhelníku nalevo na hrudi. Do roku 1940 byla zlatá medaile udělena pouze v 69 případech. Jejími příjemci byli ministři, vyšší úředníci a vyšší důstojníci. Stříbrné a bronzové medaile byly udíleny lidem, kteří neměli nárok na zlatou medaili.

### Řádová hvězda
K insigniím třídy velikoříže náležela také řádová hvězda. Ta měla tvar osmicípé stříbrné hvězdy s hladkými paprsky. V Bulharsku byly řádové hvězdy vyrobeny vždy z kovu. Praxe vyšívaných hvězd, které se začaly používat na konci 19. století se v Bulharsku nerozšířila.
Uprostřed hvězdy byl umístěn kulatý červeně smaltovaný medailon se zlatým monogramem zakladatele řádu. Okolo byl bíle smaltovaný kruh zdobený perlovým lemem. V kruhu byl nad dvěma olivovými větvičkami nápis zlatým písmem СЪ НАМИ БОГЪ (Bůh s námi). V případě že byla udělena verze řádu s meči, byly pod medailon umístěny dva zlaté zkřížené meče.
Hvězda kříže I. třídy se od starší verze hvězdy velkokříže lišila. Nová hvězda měla podobu osmicípé stříbrné hvězdy s kulatým červeně smaltovaným medailonem uprostřed se zlatým bulharským lvem s korunkou. Medailon byl lemován zeleně smaltovaným kruhem s nápisem СЪ НАМИ БОГЪ (Bůh s námi).

### Řádový řetěz
Velký řetěz se skládal z patnácti článků v podobě kartuší s monogramem Ferdinanda I. Bulharského na modře smaltovaném pozadí a patnácti kartuší s bíle smaltovaným pravoslavným křížem na červeně smaltovaném pozadí. Každá kartuše byla umístěna mezi dvěma články majícími podobu zlatých lvů.

Malý řetěz se skládal z deseti oválných kartuší s monogramem Ferdinanda I. a deseti kartuší s pravoslavným křížem. I zde byly jednotlivé kartuše umístěny mezi dvěma články v podobě zlatých lvů.

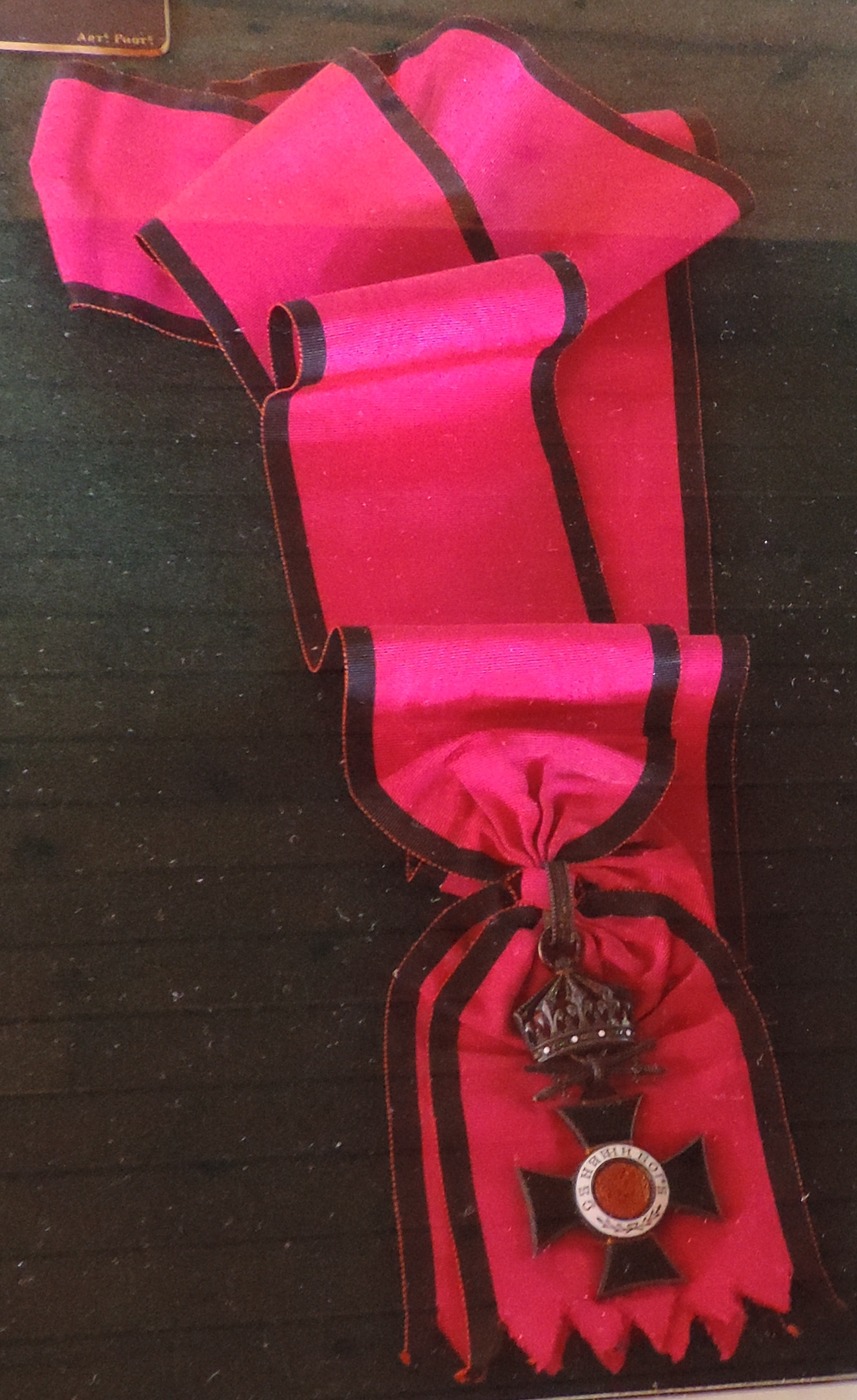
Kříž I. třídy
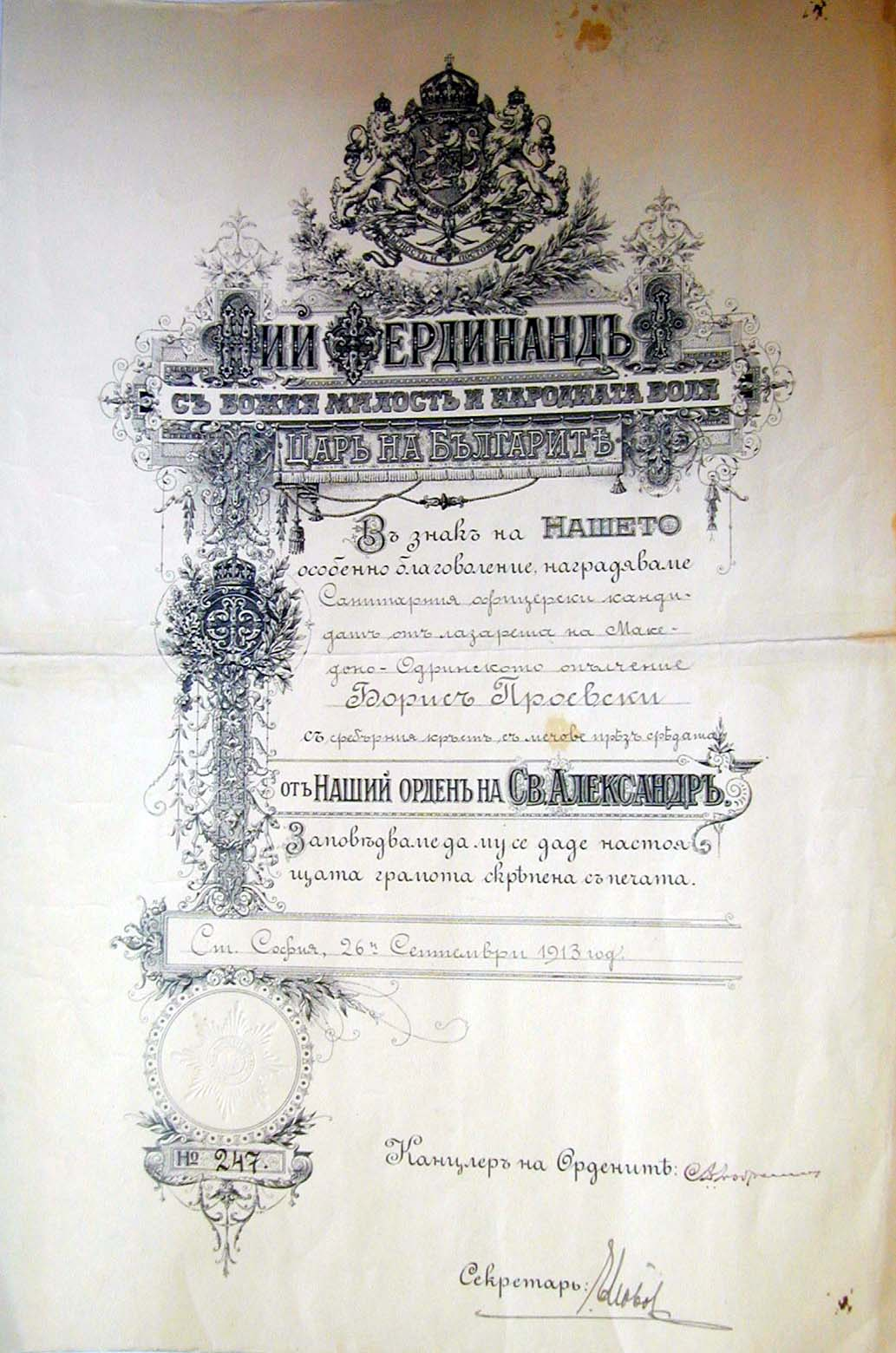
Osvědčení o udělení stříbrného kříže Řádu sv. Alexandra
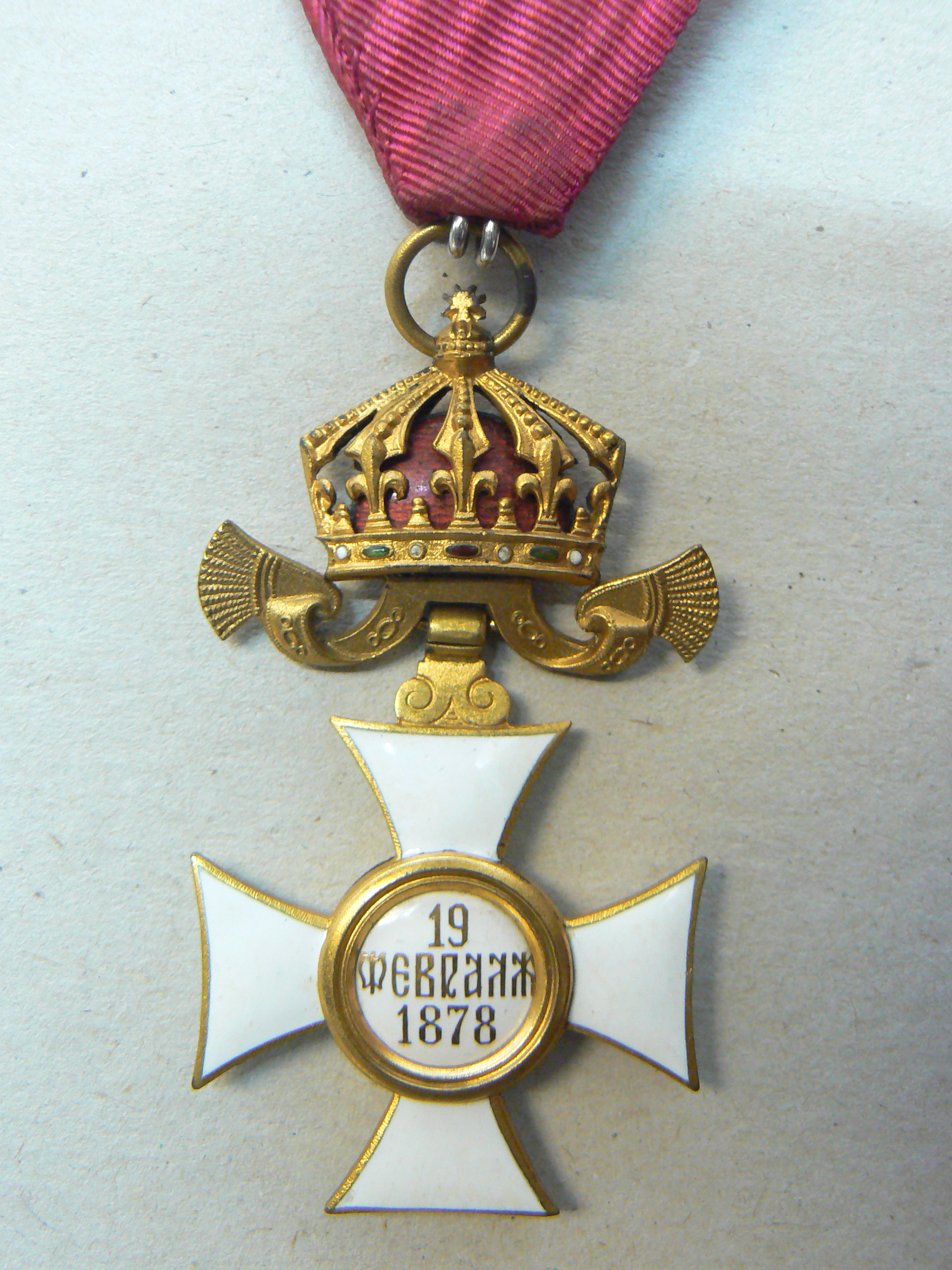
Řád IV. třídy civilní verze
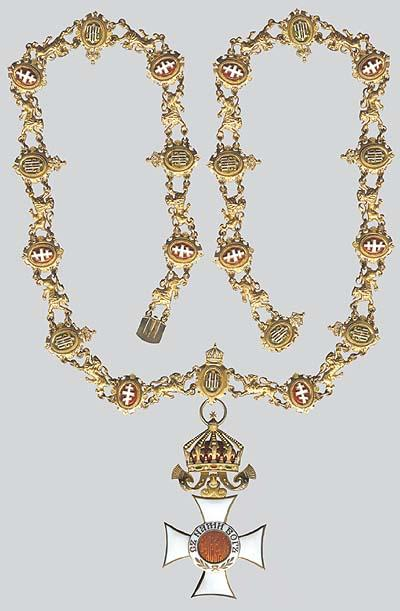
Menší řádový řetěz

## Třídy

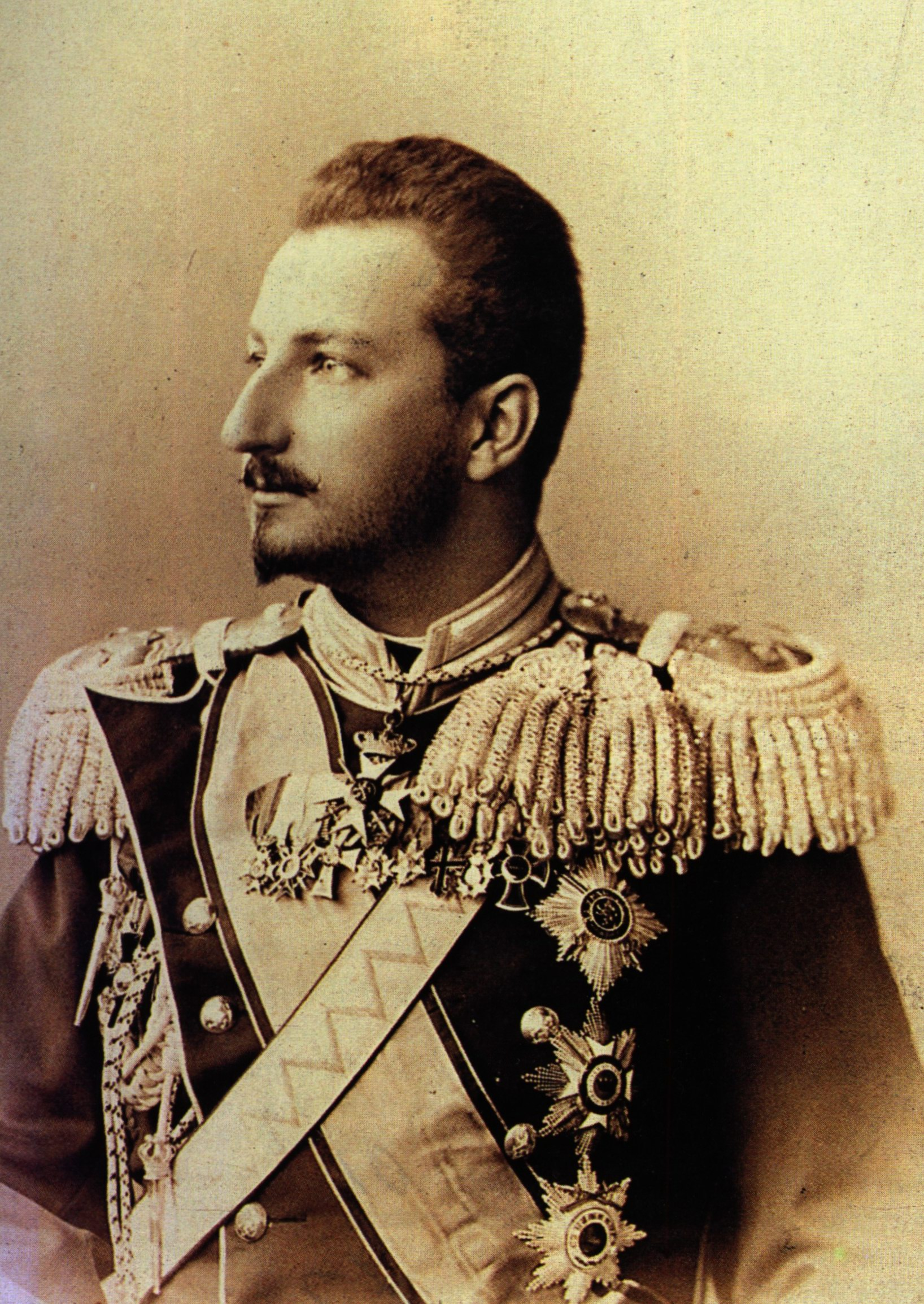
Ferdinand I. Bulharský s osmicípou řádovou hvězdou

Stanovy ze dne 24. března 1883 uvádí existenci pěti tříd a tří medailí souvisejících s řádem. V roce 1908 byla přidána třída kříže I. třídy. Existovaly také dvě speciální třídy většího a menšího řetězu. Řetězy byly v podstatě nošeny pouze vládcem, ale v několika případech byly uděleny i zahraničním hlavám států, např. sultánům Mehmedu V. a Abdulhamiu II.
Řád byl udílen ve třech divizích: s meči (za zásluhy během války), s meči nad křížem (za vojenské zásluhy v dobách míru) a v civilní verzi bez mečů.
- větší a menší řetěz
- velkokříž – Řádový odznak se nosil na široké stuze spadající z pravého ramene na protilehlý bok. Řádová hvězda se nosila na hrudi.
- kříž I. třídy – Tato třída byla zavedena v roce 1908. Řádový odznak velikostí odpovídající řádovému odznaku velkokříže byl nošen na široké stuze spadající z ramene na protilehlý bok.
- velkodůstojník – Řádový odznak byl nošen na stuze kolem krku. Řádová hvězda se nosila nalevo na prsou.
- komtur – Řádový odznak byl nošen na stuze kolem krku. Řádová hvězda této třídě již nenáleží.
- důstojník – Řádový odznak byl nošen nalevo na hrudi zavěšený na stužce ve tvaru trojúhelníku a s rozetou.
- rytíř/dáma – Řádový odznak byl nošen nalevo na hrudi zavěšený na stužce ve tvaru trojúhelníku bez rozety.
- stříbrný kříž – Kříž byl nošen nalevo na hrudi zavěšený nalevo na hrudi na stužce ve tvaru trojúhelníku bez rozety. Nositelé stříbrného kříže nebyli členy řádu.